# Jarboli
Jarboli (serb. Jарболи) – serbski zespół muzyczny grający rocka alternatywnego, założony w Belgradzie.

## Historia

### Lata 90'
Grupa została utworzona w 1991 roku przez gitarzystów i wokalistów Daniela Kovača i Borisa Mladenovicia, basistę Žolta Kovača i perkusistę Nemanję Aćimovicia. Początkowo grała w belgradzkich klubach i jako support na koncertach Obojeni Programu i Instant Karma. Zespół występował w dziwnych, nietypowych jak na grupę rockową strojach, które często były uznawane za dadaistyczne. W 1996 wydali kompilację Čizmanoga. Trzy lata później nagrali pierwszy album studyjny – Dobrodošli, wydany przez wytwórnię B92.

### XXI wiek
W 2001 roku do zespołu dołączyła grająca wcześniej w E-Play Sonja Lončar. Zastąpiła ona Daniela Kovača, który wstąpił do wojska, a po jego powrocie pianistka została pełnoprawnym członkiem zespołu. 5 grudnia 2001 ukazała się kolejna płyta – Suvišna sloboda. W 2006 został wydany następny album studyjny – Buđanje proleća. W 2011 pojawiła się płyta Zabava (Зaбaвa). W 2014 własnym nakładem grupa wydała album Podrška je važna.

## Dyskografia
- Dobrodošli (1999)
- Suvišna sloboda (2001)
- Buđanje proleća (2006)
- Zabava (2011)
- Podrška je važna (2014)